# Joaquín de Ceballos-Escalera
Joaquín de Ceballos-Escalera y González de la Pezuela (Madrid, 8 de octubre de 1828-Madrid, 15 de febrero de 1904), I marqués de Miranda de Ebro, fue un militar español.

## Biografía
Era el mayor de los hijos varones del entonces coronel laureado Rafael de Ceballos-Escalera y Ocón y de su esposa María del Carmen González de la Pezuela y Ceballos, hija a su vez de otro distinguido artillero montañés, el teniente general Joaquín González de la Pezuela Griñán y Sánchez de Aragón Muñoz de Velasco, I marqués de Viluma y penúltimo virrey del Perú, y de su esposa Ángela de Ceballos y Olarría.
Capitán de Artillería en julio de 1856, comandante en febrero de 1864, condecorado por su valor en la fracasada sedición del madrileño cuartel de San Gil (junio de 1866) con una cruz roja del Mérito Militar, teniente coronel graduado de coronel en noviembre de 1868, sirvió durante aquellos años varios destinos del Cuerpo, principalmente en la Dirección General de Artillería.
Fue elegido diputado a Cortes por Segovia en la legislatura de 1867 a 1868, asistiendo regularmente a alas sesiones parlamentarias.
Tras la revolución de septiembre de 1868, se declaró fiel a la depuesta soberana, quedó en situación de supernumerario desde junio de 1869, y fue separado del servicio desde marzo de 1871 por negarse a prestar juramento de fidelidad a la Constitución de 1869 y a Amadeo de Saboya. En noviembre de 1873 la República le devolvió sus grados y honores militares, que él mismo renunció de inmediato. El 6 de octubre de 1875, el coronel de Ceballos-Escalera fue nombrado comandante de artillería del II Cuerpo de Ejército, y pasó a Vitoria enseguida. En abril de 1876, terminada victoriosamente aquella guerra civil, el coronel Joaquín de Ceballos-Escalera estuvo al lado del Rey Alfonso XII en la triunfal entrada del Ejército del Norte en Madrid. Posteriormente fue promovido a los grados de general de brigada y de general de división de los Ejércitos.
Entre sus muchas condecoraciones y distinciones, fue caballero de gracia de la Ínclita Orden de San Juan de Jerusalén en 1850, caballero de honor y devoción de la Soberana Orden Militar y Hospitalaria de San Juan de Jerusalén, de Rodas y de Malta (1885), gran cruz de la Real y Militar Orden de San Hermenegildo (1879), y además ganó tres cruces de tercera clase de la Orden del Mérito Militar, con distintivo rojo, la Medalla de Alfonso XII con los pasadores de Elgueta y Orio, y fue dos veces declarado benemérito de la Patria por las Cortes.
En premio de su lealtad al Rey, y en recuerdo de los servicios de su padre y demás ascendientes, Su Majestad la Reina Regente María Cristina de Habsburgo-Lorena, le concedió el 27 de febrero de 1891, en nombre de su hijo el Rey Alfonso XIII, por Decreto Real, título de Castilla con la denominación de marqués de Miranda de Ebro.

## Matrimonio y descendencia
Contrajo matrimonio en Madrid el 9 de noviembre de 1856 con su prima hermana Julia Meléndez de Ayones y González de la Pezuela, Dama de la Reina Isabel II de España.
De esta unión nacieron: 
- Cayetano de Ceballos-Escalera y Meléndez de Ayones, murió joven.
- Rafael de Ceballos-Escalera y Meléndez de Ayones, IV marqués de la Pezuela grande de España (1926), II marqués de Miranda de Ebro y IV vizconde de Ayala.
- Matías de Ceballos-Escalera y Meléndez de Ayones.

- Datos: Q60969136